# Екоімперіалізм
Екоімперіалізм — сучасна форма імперіалізму, при якій розвинені країни світу за допомогою неурядових екологічних організацій блокують право національних адміністрацій (еліт периферії) розпоряджатися природними ресурсами під приводом захисту довкілля. При такому підході форма експлуатації надр місцевими елітами оголошується нераціональною і потенційно небезпечною для людства, світові інформагентства формують негативний образ периферійної еліти і на неї чиниться тиск. Окрім блокування експлуатації ресурсів, екоімперіалістична стратегія може бути використана для стримування індустріалізації країн, що розвиваються, що призводить до гальмування розвитку та фактичної консервації «бідного Півдня». Екологічні організації також можуть використовуватися для блокування економічної діяльності конкурентів
Термін введено Полом Дрісеном у книжці «Екоімперіалізм: зелена енергія, чорна смерть» (англ. Eco-Imperialism: Green Power, Black Death), 2003.

## Ресурси Інтернету
- Нефёдов С. А. Экологическая компонента геополитической безопасности: [Архівовано 6 січня 2014 у Wayback Machine.] Дис. … канд. полит. наук. Ставрополь: Ставропольский государственный университет, 2005.
- The fight against eco-imperialism [Архівовано 10 червня 2015 у Wayback Machine.]

## Виноски
1. ↑  Особливості африканського полювання. Архів оригіналу за 6 січня 2014. Процитовано 24 вересня 2014.
2. ↑  Архівована копія. Архів оригіналу за 18 липня 2014. Процитовано 24 вересня 2014.{{cite web}}:  Обслуговування CS1: Сторінки з текстом «archived copy» як значення параметру title (посилання)